# 계성초등학교 (충남)
계성초등학교는 대한민국 충청남도 당진시에 있는 공립 초등학교이다.

## 학교 연혁
- 1958년 4월 10일 : 개교했습니다.
- 2001년 : 축구부 창단

계성초등학교는 70년 전에 만들어진 학교이다.

## 참고 자료
- 계성초등학교 - 한국교육학술정보원 학교알리미